# Christopher Steinfeld
Hans Christopher Steinfeld (Denver, 14 de diciembre de 1959) es un deportista estadounidense que compitió en vela en la clase 470.
Participó en los Juegos Olímpicos de Los Ángeles 1984, obteniendo una medalla de plata en la clase 470. Ganó una medalla de plata en el Campeonato Mundial de 470 de 1981.

## Palmarés internacional
| Juegos Olímpicos   | Juegos Olímpicos                | Juegos Olímpicos | Juegos Olímpicos |
| Año                | Lugar                           | Medalla          | Clase            |
| ------------------ | ------------------------------- | ---------------- | ---------------- |
| 1984               | Los Ángeles (Estados Unidos)    | Medalla de plata | 470              |
| Campeonato Mundial |                                 |                  |                  |
| Año                | Lugar                           | Medalla          | Clase            |
| 1981               | Saint-Pierre-Quiberon (Francia) | Medalla de plata | 470              |